# Dobrna
Dobrna là một khu tự quản (tiếng Slovenia: občine, số ít – občina) trong vùng Savinjska của Slovenia. Dobrna có diện tích 31.7 km2, dân số là theo điều tra ngày 31 tháng 3 năm 2002 là 2083 người. Thủ phủ khu tự quản Dobrna đóng tại Dobrna.